# Nationalstraße 1 (Kambodscha)
Der National Highway 1 (NH 1) ist eine von acht National-Fernstraßen in Kambodscha und Teil des Asian Highways 1 (AH 1). Die Straße bildet eine Ost-West-Verbindung im Südosten des Landes, von der Hauptstadt Phnom Penh bis zur Grenze nach Vietnam beim Ort Bavet. Die Straße ist zirka 160 Kilometer lang.

## Straßenbeschreibung
Der NH 1 beginnt in Phnom Penh, der Hauptstadt von Kambodscha mit zirka 2 Millionen Einwohnern. Hier quert er den National Highway 2, der nach Süden führt. Die Straße überquert den Bassac Fluss über eine Doppelbrücke. Hier gibt es einen dreispurigen Abschnitt, der Rest der Strecke ist einspurig ausgebaut. Der NH 1 verläuft dann südöstlich und parallel zum Mekong. Bei Neak Loeang überquert er den Mekong über die Tsubasa-Brücke.
Der zweite Teil geht durch die Ebenen des südöstlichen Kambodschas. Die Strecke wird vorwiegend von kleineren Dörfern gesäumt mit Ausnahme der Kleinstadt Svay Rieng. Nach dem Ort Bavet folgt die Grenze zu Vietnam. Auf der kambodschanischen Seite gibt es ein paar große Casinos und die Grenzanlagen sind recht umfangreich. Auf der vietnamesischen Seite führt die QL22 weiter nach Ho-Chi-Minh-Stadt.

## Geschichte
Der National Highway 1 wurde zum Zeitpunkt der französischen Kolonialzeit gebaut und ist eine wichtige Verbindung von Phnom Penh nach Saigon (jetzt Ho-Chi-Minh-Stadt). Die Straße wurde durch die Kriege in den 1950er, 1960er und 1970er Jahren weitgehend durch Teppichbombardierungen zerstört, was auch in Kambodscha große Schäden verursachte. 1981 hatte man damit begonnen die Straße im vietnamesischen Grenzgebiet zu reparieren.
Mekong-Brücke
Im Februar 2011 begann der Bau der Tsubasa-Brücke über den Mekong-Fluss in Neak Loeang. Die Brücke kostete 131 Millionen Dollar und wurde von Japan finanziert. Sie hat eine Länge von 2215 Meter und wurde am 6. April 2015 eröffnet.

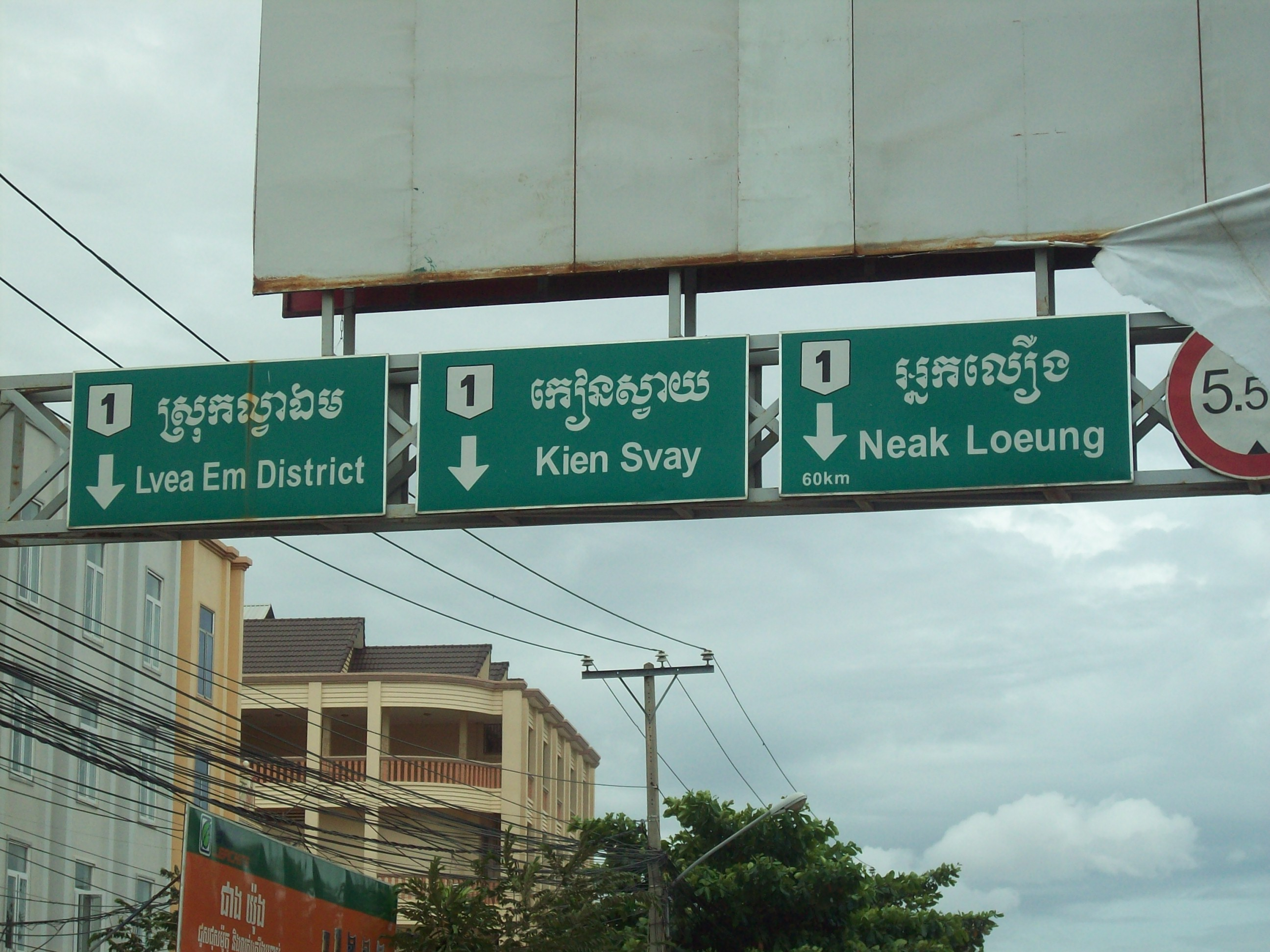
Beschilderung des National Highways 1 (2013)

## Zukunft
Der National Highway 1 ist nur noch an wenigen Stellen schmal und langsam befahrbar. In den letzten Jahren wurde der östliche Teil mit Extraspuren für den langsamen Verkehr verbreitert. Der Teil zwischen dem Mekong und Bavet ist noch nicht erweitert.